# Южный китовидный дельфин
Южный китовидный дельфин (лат. Lissodelphis peronii) — малоизученный вид дельфинов из рода Lissodelphis. Видовое название peronii дано в честь Франсуа Перона, который увидел этого дельфина в 1802 году.

## Описание
Нет спинного плавника. Длина тела от 1,8 м до 2,9. Взрослая особь весит от 60 до 113 кг. Неизвестен вес детей дельфинов. При рождении, длина новорождённого - 1 м. У них 39-50 пар зубов, большая часть которых на нижней челюсти. Большая часть тела белая, в отличие от северного китовидного дельфина. Верхняя половина тела от рострума до хвоста - чёрная, а нижняя часть тела белого цвета. До возраста 2 лет, они серого цвета.

## Биология
Стадное животное. В группах обычно от 2 до 100 животных, при охоте может набраться 1000 особей. Иногда держатся вместе с другими видами. Известны стада с 14 видами дельфинов. Ест рыб, кальмаров, и миктофид. Обитают в водах южного полушария, с температурой от 1°-20 °C.

## Взаимоотношения с людьми
В Чили и Перу их отлавливают как приманку для крабов, или же как деликатес для людей. В XIX веке их отлавливали китобои. Также они частенько попадаются в рыболовных сетях с рыбой-мечом.

## Враги
Природными врагами являются акулы и косатки. Трематоды паразируют в их ушах, из-за чего они умирают.